# Catherine Willows
Catherine Willows (nata Flynn) è un personaggio della serie televisiva CSI - Scena del crimine. Il suo lavoro è quello di supervisore del turno di notte ("CSI-3") e scienziata forense per la Contea di Clark, nella quale è inclusa la città di Las Vegas. È interpretata dall'attrice Marg Helgenberger, che per questo ruolo ha ricevuto due nomination agli Emmy e ai Golden Globe.
Catherine Willows è inserita al numero 82 della lista stilata dal canale Bravo dei 100 più grandi personaggi della TV, insieme al suo collega e amico Gil Grissom.

## Biografia
Secondo la biografia ufficiale della CBS, Catherine Willows è nata a Bozeman, nello stato del Montana, nel 1963, ed è stata cresciuta dalla madre Lily Flynn (Anita Gillette), una ex show-girl (Le lacrime di Willows, Kiss-Kiss, Bye-Bye). Invece secondo un'altra versione biografica sarebbe nata a Las Vegas, cresciuta dalla madre single, la quale lavorava come barista e show girl in numerosi spettacoli della costa pacifica. Nell'episodio della settima stagione Leggenda vivente appare come Willows fosse da sedicenne (interpretata da Amy Scott) nel 1975, l'anno di uscita del film Lo squalo, fatto che posiziona l'anno di nascita di Catherine fra il 1958 e il 1959. Raramente entra in contatto con il padre biologico, il proprietario di casinò Sam Braun (Scott Wilson), che considera più come un amico di famiglia. Sam Braun è solito chiamarla con il soprannome "Muggs." Catherine viene a sapere l'identità del suo padre biologico soltanto in età adulta, quando per un'indagine di omicidio ha dovuto analizzare il DNA di Sam Braun, nell'episodio La rapina. Willows in gioventù ha lavorato come ballerina in un locale e ha per un breve periodo ha anche fatto uso di droga, prima di ottenere la laurea di scienza in tecnologia medica alla University of Las Vegas.
Willows ha una figlia, Lindsey Willows (Kay Panabaker), e ha avuto un rapporto spesso difficile con l'ex marito Eddie (Timothy Carhart) fino al suo omicidio (Lady Heather). La causa penale riguardante l'omicidio di Eddie si conclude con un nulla di fatto per la mancanza di prove schiaccianti, circostanza che Catherine non sembra accettare. Gli sceneggiatori hanno modificato l'età della figlia Lindsey molto velocemente dopo la morte del padre, portandola da una bambina a una teenager. Sempre dopo l'omicidio i rapporti madre-figlia si incrinano drasticamente, e il comportamento di Lindsey volge al peggio; rimane coinvolta in alcune risse a scuola e una volta viene colta mentre faceva autostop. Willows per responsabilizzare la figlia una volta la conduce all'obitorio per farle vedere una vittima di omicidio, cercando di impressionarla e di farla riflettere riguardo al suo comportamento. Willows successivamente iscrive Lindsey alla scuola privata Butterfield (Il narcisista), in modo da essere più controllata dal punto di vista caratteriale.
Il rapporto di Willows con Sam Braun in alcuni casi dove era coinvolto ha creato dei contrasti e dei problemi durante le indagini (esempio, La rapina). Willows comunque una volta ha accettato un'ingente somma di denaro dal padre ($250.000), a dispetto della propria morale, pur di mantenere una situazione economica familiare stabile. Grissom sebbene abbia avuto molto da ridire su ciò, non ha mai agito contro Catherine con ripercussioni sul lavoro. Nell'episodio Costruito per uccidere, 2ª parte Braun è colpito a morte da una pistola e muore fra le braccia della figlia. Catherine nell'episodio Crocefissa accende all'interno di una chiesa cattolica una candela in ricordo del padre, e prega dicendo: "Questa è per te, Sam." Rimane ancora da sapere quanto la figlia abbia ereditato da Sam Braun, come le verrà chiesto dal collega Nick Stokes nell'episodio Lasciare Las Vegas, ma appare chiaro come la questione dell'eredità non sia il problema principale di Catherine, che sembra accontentarsi della propria posizione.
Willows nel corso delle serie frequenta alcuni uomini. Il primo incontro è quello con l'ingegnere Paul Newsome, interpretato da Brad Johnson, nel corso dei tre episodi Rilancio mortale, La giustizia è servita e Volare sott'acqua. Un'altra breve relazione, nell'episodio Le lacrime di Willows, termina quando l'uomo (Adam Novak, interpretato dal vero marito di Marg Helgenberger, Alan Rosenberg) diviene oltremodo aggressivo. Fra le stagioni quarta e quinta incontra anche il proprietario di un nightclub Chris Bezich, interpretato da Nicholas Lea, che incontra durante le indagini su un omicidio proprio nel suo locale. Il loro rapporto termina quando una sera Catherine passando al locale trova il gestore con una ragazza del club. Willows mantiene comunque una stretta amicizia con tutti i membri del turno di notte, in particolare con Gil Grissom, sebbene talvolta lo critichi per la sua gestione permissiva della squadra. Nella prima stagione comunque in alcuni episodi vi è stata rivalità sul lavoro con la nuova arrivata Sara Sidle, con la quale comunque successivamente instaura un rapporto d'amicizia.
Dopo l'incidente occorso a Greg Sanders durante l'esplosione del laboratorio nell'episodio Giocare col fuoco, Willows si preoccupa subito e va a visitarlo all'ospedale, sentendosi responsabile dell'accaduto. Alcune stagioni dopo si è dimostrata preoccupata anche al ritorno al lavoro di Sanders dopo la brutale aggressione accaduta nell'episodio "Il branco".
Nella dodicesima stagione, lascerà la scientifica per entrare nell'FBI e sarà sostituita da Julie Finlay.
Apparirà successivamente, come ricordo di un vecchio caso, nell'episodio 300: Frame by Frame, e rientrerà poi nella scientifica in CSI: Immortality.